# Ладіслаус Чічері фон Чічер
Ладіслаус Чічері фон Чічер (нім. Ladislaus Csicsery von Csicser; 3 вересня 1893, Мукачево — 26 червня 1919, Будапешт) — австро-угорський офіцер-підводник, лейтенант лінкора.

## Біографія
1 липня 1911 року вступив на флот. Учасник Першої світової війни. З 28 серпня по 31 жовтня 1918 року — командир підводного човна SM U-21.

## Звання
- Морський кадет (1 липня 1911)
- Морський фенріх (1 червня 1913)
- Лейтенант фрегата (1 травня 1914)
- Лейтенант лінкора (1 травня 1918)

## Нагороди
- Срібна медаль «За військові заслуги» (Австро-Угорщина)
- Хрест «За військові заслуги» (Австро-Угорщина) 3-го класу з військовою відзнакою